# ТЕЦ Матимба
ТЕЦ Матимба в провинция Лимпопо, Република Южна Африка е ТЕЦ с въглища, управлявана от Еском.
В електроцентралата има 6 енергоблока по 665 MW с общ капацитет от 3990 MW.
Мина в близост до Матимба я зарежда годишно с 14.6 милиона тона въглища.  Същата мина ще захранва и новостроящата се ТЕЦ Медупи. 